# IC 307
IC 307 — галактика типу Sa (спіральна галактика) у сузір'ї Кит.
Цей об'єкт міститься в оригінальній редакції індексного каталогу.